# Nasovče
Nasovče – wieś w Słowenii, w gminie Komenda. W 2018 roku liczyła 214 mieszkańców.